# Sarısüleymanlar, Savaştepe
Sarısüleymanlar là một xã thuộc huyện Savaştepe, tỉnh Balıkesir, Thổ Nhĩ Kỳ. Dân số thời điểm năm 2010 là 276 người.